# Somero Pond
Der Somero Pond (englisch, von spanisch somero ‚seicht‘) ist ein kleines Stillgewässer (Tümpel oder Weiher) auf der Byers-Halbinsel der Livingston-Insel, der zweitgrößten der Südlichen Shetlandinseln.
Das runde Gewässer von etwa 60 Metern Durchmesser liegt 1175 m südwestlich des Usnea Plug auf etwa 80 m Meereshöhe und ist im antarktischen Hochsommer maximal einen Meter tief. Sein Boden ist in der Mitte von Cyanobakterien-(„Blaualgen“)-Matten und am Rande von Cyanobakterien und aquatischen Moosen bedeckt.
Ein Bach erreicht das Gewässer im Südosten und verlässt es sofort wieder in Richtung des östlich gelegenen Limnopolar Lake.
Nachdem das Gewässer von spanischen Wissenschaftlern in einer Fallstudie stellvertretend für die Kleingewässer der Halbinsel untersucht wurde, sammelt eine automatische Wetterstation kontinuierlich Daten des Gewässers. Der deskriptive Name wurde schon in zahlreichen wissenschaftlichen Veröffentlichungen verwendet, bevor er 2013 von Spanien dem Wissenschaftlichen Ausschuss für Antarktisforschung (Scientific Committee on Antarctic Research, SCAR) gemeldet wurde.